# Kay Cottee
Kay Cottee (nascida McLaren, nascida em 25 de janeiro de 1954) é uma velejadora australiana, que foi a primeira mulher a realizar uma circunavegação do mundo sozinha, sem parar e sem suporte. Ela realizou esse feito em 1988 em seu barco de 11 metros, Blackmores First Lady, levando 189 dias.

## Circunavegação solo

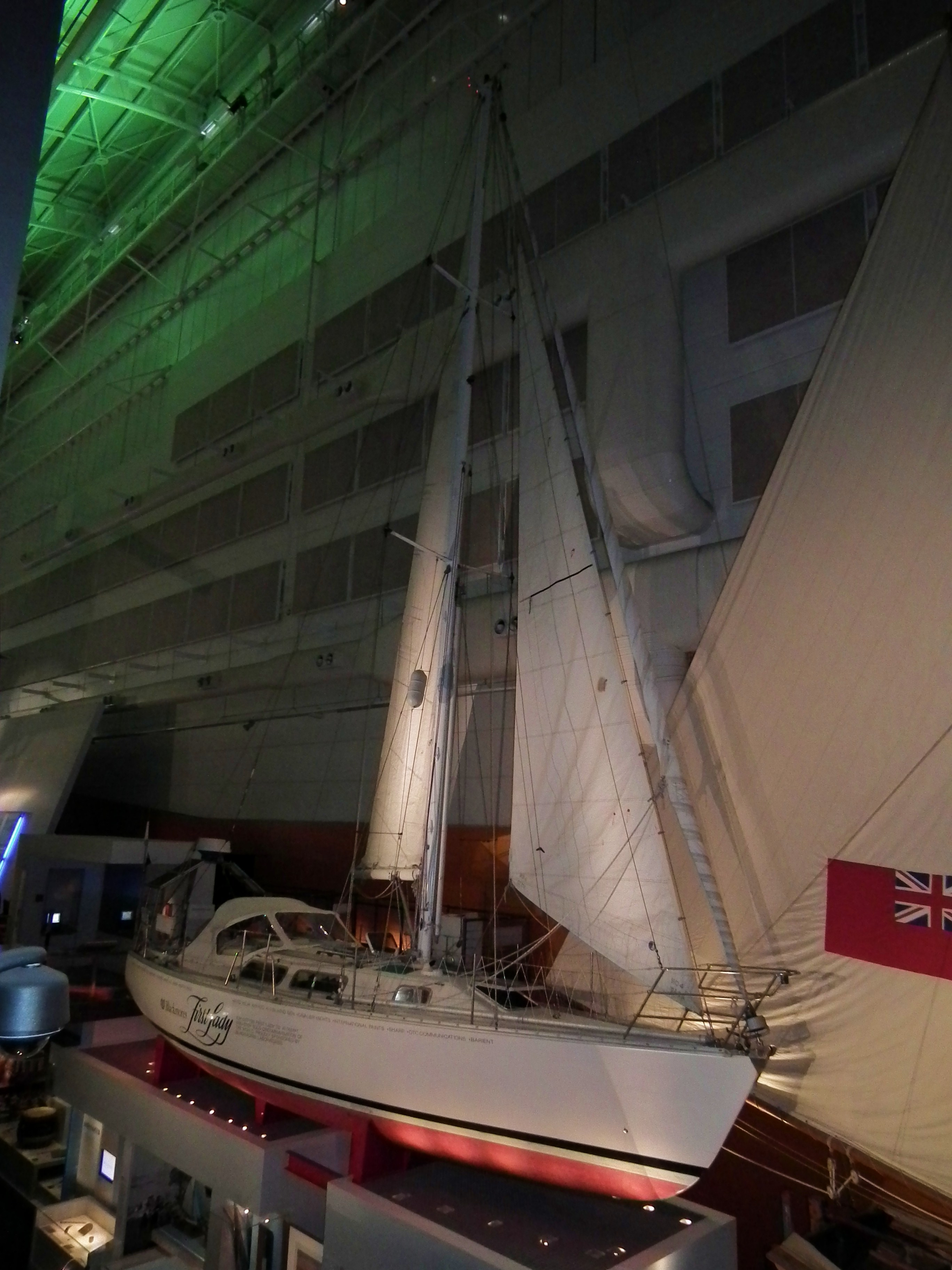
O barco Blackmores First Lady

Em 5 de junho de 1988, aos 34 anos, Cottee se tornou a primeira mulher a dar a volta ao mundo sozinha, sem parar e sem suporte, quando navegou pelas cabeças do porto de Sydney. Ela foi saudada por dezenas de milhares de simpatizantes. Cottee havia deixado o porto 189 dias antes, em 29 de novembro de 1987.
A viagem histórica em seu barco de 37 pés Blackmores First Lady também foi a viagem mais rápida ao redor do mundo por uma mulher e a primeira viagem solo, sem escalas e sem assistência ao redor do mundo por uma mulher.
Quando Cottee contornou o Cabo Horn, o extremo sul da América do Sul, ela comemorou com um almoço de caranguejo, maionese e pão caseiro, e uma garrafa de Grange, um prestigiado vinho australiano.
Cottee e seu principal patrocinador Blackmores Limited usaram a viagem para arrecadar mais de US$ 1 milhão para o Programa de Educação para a Vida do Rev. Ted Noffs. Cottee também realizou uma turnê nacional de 18 meses, falando com mais de 40 000 alunos do ensino médio, transmitindo a mensagem de que você pode alcançar seus sonhos se trabalhar firmemente para ele.